# Steven van Heerden
Stephanus Johannes „Steven“ van Heerden (* 6. August 1993 in Kempton Park) ist ein südafrikanischer Radsportler.

## Sportliche Laufbahn
Im Alter von 13 Jahren begann Steven van Heerden mit Spinning und kam so zum Radsport; er war auch als Springreiter und als Rugbyspieler aktiv. Seinen ersten nationalen Meistertitel im Radsport gewann er in der Einerverfolgung. Sein Vorbild ist Daryl Impey, seine Lieblingsdisziplin das Zweier-Mannschaftsfahren.
2015 wurde van Heerden gemeinsam mit Jac-Johann Steyn, Jared Poulton und Jean Spies südafrikanischer Meister in der Mannschaftsverfolgung, im Jahr darauf errang er den Titel in der Einerverfolgung. 2017 wurde er vierfacher Afrikameister: in der Einerverfolgung, im Punktefahren, in der Mannschaftsverfolgung (mit Nolan Hoffman, Jean Spies und Joshua van Wyk) sowie gemeinsam mit Hoffman im Zweier-Mannschaftsfahren.

## Erfolge
2015
- Südafrikanischer Meister – Mannschaftsverfolgung (mit Jac-Johann Steyn, Jared Poulton und Jean Spies)

2016
- Südafrikanischer Meister – Einerverfolgung

2017
- Afrikameister – Einerverfolgung, Punktefahren, Zweier-Mannschaftsfahren (mit Nolan Hoffman), Mannschaftsverfolgung (mit Nolan Hoffman, Jean Spies und Joshua van Wyk)
- Südafrikanischer Meister – Punktefahren

2018
- Afrikameister – Punktefahren, Mannschaftsverfolgung (mit Joshua van Wyk, Jean Spies und Gert Fouche)
- Afrikameisterschaft – Scratch
- Afrikameisterschaft – Einerverfolgung
- Südafrikanischer Meister – Punktefahren, Omnium, Zweier-Mannschaftsfahren (mit Nolan Hoffman), Mannschaftsverfolgung (mit Nolan Hoffman, David Maree und Gert Fouche)

2019
- Afrikameister – Zweier-Mannschaftsfahren (mit Joshua van Wyk)
- Afrikameisterschaft – Omnium
- Südafrikanischer Meister – Omnium

2020
- Afrikameisterschaft – Omnium, Zweier-Mannschaftsfahren (mit Joshua van Wyk)
- Afrikameisterschaft – Punktefahren

2021
- Afrikameister – Mannschaftsverfolgung (mit David Maree, Kyle Swanepoel und Dillon Geary)